# ビリー・ジョイス
ビリー・ジョイス（Billy Joyce、本名：Bob Robinson、1916年5月3日 - 2000年9月15日）は、イギリス・大マンチェスター州ウィガン出身のプロレスラー。 
カール・ゴッチやビル・ロビンソンなどのシューターを輩出した「スネーク・ピット」ことビリー・ライレー・ジムのトレーナーとして知られる。

## 来歴
1942年のプロデビュー後、ビリー・ライレーの一番弟子として、1950年代初頭に創設されたビリー・ライレー・ジムの師範代を務める。訪英したカール・ゴッチとのスパーリングでは、ゴッチが手も足も出ないほどの実力差を見せつけたという。なお、ゴッチとはプロのリングにおいても、1953年4月24日にドイツのハノーファーで対戦しており、このときも勝利を収めた。
1958年4月15日、ロンドンで行われた王座決定戦にてゴードン・ネルソンを破り、空位となっていたブリティッシュ・ヘビー級王座を奪取。以降もジェフ・ポーツやイアン・キャンベルらを下して同王座を再三獲得、1967年1月18日にビリー・ライレー・ジムの弟子であるビル・ロビンソンに敗れるまで、通算6回に渡って戴冠した。
キャリア末期の1968年5月、アルバート・ウォールらと共に国際プロレスに来日。豊登、グレート草津、サンダー杉山、田中忠治、木村政雄と対戦したが、ブリティッシュ・ヘビー級王座を失った前年よりジョイスはジュニアヘビー級に転向しており、その際の無理な減量でコンディションを崩していたこともあって、戦績は芳しくなかった。
2000年9月15日、老衰により84歳で死去。

## エピソード
- ビリー・ライレー・ジムでのジョイスとカール・ゴッチのスパーリングを実際に見ていたビル・ロビンソンによると、ゴッチはジョイスの足に触れることすらできず、1分程で極められてしまったという[8]。
- ロビンソンはインタビューで、自身が対戦した最強のレスラーとしてジョイスを1位に挙げており、ヨーロッパやアメリカ、日本も含めた世界各地の対戦相手の中でも突出して強かったと語っていた[8]。自身のベストバウトにも、1965年のマンチェスターにおけるジョイス戦を挙げている[9]。
- ゴッチもインタビューで「彼（ジョイス）のテクニックは私より遥かに優れていた。だから私は（プロレスの）神様なんかじゃないよ」と答えていた[10]。

## 得意技
- スープレックス[3]

## 獲得タイトル
- ブリティッシュ・ヘビー級王座：6回[6]